# Ihosy
Ihosy   este un oraș  în  partea de sud a Madagascarului, pe râul Ihosy. Este reședința regiunii Ihorombe.